# 시카마시
시카마시(飾磨市)는 효고현에 존재했던 시이다. 1946년 히메지시 등과 합병하여 시카마구(飾磨区)에 해당하는 지역이 되었다.
효고현 내에서 가장 빨리 소멸한 도시였다.

## 역사
- 1889년 4월 1일 - 정촌제 시행에 의해 11정, 2촌의 구역을 가지고 시키토군 시카마정이 성립하였다.
- 1894년 4월 1일 - 시카마군이 성립하여 소속이 변경되었다.
- 1919년 4월 1일 - 시모나카지마촌을 편입하였다.
- 1936년 4월 1일 - 아카호촌, 다카하마촌을 편입하였다.
- 1938년 4월 1일 - 메가정을 편입하였다.
- 1940년 2월 11일 - 시로 승격해 시카마시가 되었다.
- 1946년 3월 1일 - 구 히메지시, 시카마군 시라하마정, 히로하타정, 이보군 아보시정, 오즈촌, 가쓰하라촌, 아마루베촌과 합병해 새로운 히메지시가 성립하여, 동일 시카마시는 폐지되었다.

## 참고문헌
- 兵庫県総務部地方課 編『兵庫県市町村合併史 上』兵庫県、1962年。
- 姫路市史編集室「飾磨市の誕生」『姫路市史』 第13巻上、姫路市〈史料編〉、1994年、559-564頁。